# Çayağzı, Kırşehir
Çayağzı là một thị trấn thuộc thành phố Kırşehir, tỉnh Kırşehir, Thổ Nhĩ Kỳ. Dân số thời điểm năm 2010 là 1.336 người.